# Димитрије Блугреј
Димитрије Срећковић познатији као Димитрије Блугреј (Dimitrije Blugray) је српски манекен и инди поп музичар. Најпознатији је по дуету са Марином Перазић. Као модел појавио се у споту за песму Баја Папаја певачице Милице Павловић, а радио је као фото модел за Хуго Бос, Diesel, Kicksagat, Долче & Габана, и сарађивао са многим модним фотографима као што су Марија Ковач, Срђан Швељо, Tal Peer и други.Његове еротске фотографије објављене су у српској верзији часописа Плејбој, Adon магазину,  и у аустралијском магазину DNA. Завршио је Ликовну академију и живи у Новом Саду. У неким модним кампањама појављује се као Димитрије Недељковић.

## Дискографија
- Ја нисам ту (2012)[8]
- Тишина (2013)[9] дует са Марином Перазић
- Irrelevant feelings (2014)
- Summer morning (2015)[10]
- Chosen sun (2016)